# Тарасов, Роман Юрьевич
Рома́н Ю́рьевич Тара́сов (9 апреля 1977 — 2 октября 2015, Каменномостский, Адыгея) — российский легкоатлет, специалист по бегу на средние дистанции. Выступал за сборную России по лёгкой атлетике в 1990-х и 2000-х годах, трёхкратный серебряный призёр чемпионатов России, многократный победитель первенств всероссийского значения, участник Всемирной Универсиады в Тэгу. Представлял Ростовскую область. Мастер спорта России.

## Биография
Роман Тарасов родился 9 апреля 1977 года. Занимался лёгкой атлетикой в городе Таганроге Ростовской области, проходил подготовку в таганрогской Детско-юношеской спортивной школе № 1 под руководством Владимира Николаевича Иванова. С 1994 года был подопечным заслуженного тренера РСФСР Александра Александровича Лебединского.
Впервые заявил о себе на международном уровне в сезоне 1996 года, когда вошёл в состав российской сборной и выступил в беге на 800 метров на юниорском мировом первенстве в Сиднее.
В 1997 году бежал 800 метров на молодёжном европейском первенстве в Турку, дошёл до полуфинала.
В 1998 году выиграл дисциплины 800 и 1500 метров на чемпионате России среди студентов в Брянске, занял четвёртое место на чемпионате России в Москве.
В 1999 году среди прочего победил на чемпионате России среди студентов в Туле, на чемпионате России среди военнослужащих в Ростове-на-Дону, с личным рекордом 1:47.49	стал пятым в беге на 800 метров на чемпионате России в Туле.
В 2000 году в 1500-метровой дисциплине был лучшим на Кубке России в Туле и на Мемориале Владимира Куца в Москве.
В 2001 году с личным рекордом 3:48.52 выиграл серебряную медаль в беге на 1500 метров на зимнем чемпионате России в Москве. Помимо этого, превзошёл всех соперников на Мемориале братьев Знаменских в Туле и на Мемориале Куца в Москве, получил серебро на летнем чемпионате России в Туле.
В 2002 году бежал 800 и 1500 метров на чемпионате России в Чебоксарах.
В 2003 году финишировал девятым на зимнем чемпионате России в Москве, седьмым на Мемориале Знаменских в Туле, в третий раз завоевал серебряную награду на летнем чемпионате России в Туле, установив при этом свой личный рекорд на дистанции 1500 метров на открытом стадионе — 3:40.66. Будучи студентом, представлял страну на Всемирной Универсиаде в Тэгу — в финале 1500-метровой дисциплины показал 11-й результат.
В 2004 году на чемпионате России среди военнослужащих в Москве установил рекорд в беге на 800 метров в помещении — 1:51.12, тогда как в беге на 1500 метров выиграл бронзовую медаль.
В 2005 году занял седьмое место на зимнем чемпионате России в Волгограде, бежал 800 и 1500 метров на летнем чемпионате России в Туле, взял бронзу на Мемориале Куца в Москве. По окончании сезона завершил спортивную карьеру.
С 2009 года занимал должность заместителя председателя комитета по физической культуре и спорту города Таганрога.
Погиб 2 октября 2015 года на отдыхе недалеко от горного посёлка Каменномостский в Адыгее. Во время прогулки между Хаджохской тесниной и водопадами Руфабго сорвался с высоты около 10-15 метров, смерть наступила в результате черепно-мозговой травмы.